# Думер (остров)
Думер (на френски: Île Doumer; на английски: Doumer Island) е остров в архипелага Палмър, разположен в североизточната част на море Белингсхаузен, попадащо в акваторията на Тихоокеанския сектор на Южния океан. Остров Думер се намира в югозападната част на архипелага, на 2,5 km югоизточно от остров Анверс (най-големия в архипелага), от който го отделя протока Неймаер, а на югоизток протока Жерлаш го отделя от Брега Греъм на Антарктическия полуостров. Дължина от североизток на югозапад 8,3 km, ширина 3,7 km. Бреговата му линия е силно разчленена от множество малки заливи и полуострови между тях. Релефът е планински с максимална височина 515 m.
Част от северния бряг на острова е открит през януари 1898 г. от белгийската антарктическа експедиция с ръководител Адриан Жерлаш дьо Гомери, който не наименува новооткритото крайбрежие. През 1903 – 05 г. участниците във френската антарктическа експедиция, възглавявана от Жан Батист Шарко установяват островното му положение, заснемат го топографски и го наименуват в чест на Пол Думер (1857 – 1932) председател по това време на френския парламент, а по-късно (1931 – 32) френски президент.